# Toy Story 4
Toy Story 4 är en datoranimerad långfilm från Pixar Animation Studios. Den är regisserad av Josh Cooley och producerad av Jonas Rivera. Filmen hade premiär i USA 21 juni 2019 och i Sverige 30 augusti samma år. 
På Oscarsgalan 2020 vann Toy Story 4 för bästa animerade film. Den nominerades även för bästa sång ("I Can't Let You Throw Yourself Away") men förlorade mot Rocketman ("(I'm Gonna) Love Me Again").

## Handling
Woody har alltid varit självsäker på sin plats i världen och att hans prioritet är att ta hand om sitt barn, oavsett om det är Andy eller Bonnie. Men när Bonnie skaffar en ny motvillig leksak som heter Gaffe till sitt rum, börjar ett äventyr tillsammans med gamla och nya vänner. Det visar Woody hur stor världen kan vara för en leksak. Längs vägen återförenas han med en gammal vän, Bo Peep.

## Produktion
Från början var det tänkt att John Lasseter skulle regissera filmen eftersom han regisserade de två första filmerna, men efter problem med produktionen så lämnade han över det till Josh Cooley. Denne har regisserat en av Toy story-kortfilmerna: Small fry. John Lasseter har sagt följande (översatt till svenska) om produktionen: "Vi älskar de här karaktärerna så mycket, de är som en familj för oss. Vi vill inte göra någonting med de om de inte lever upp till det vi har gjort förut. Toy Story 3 slutade så bra att vi aldrig pratade om att göra en ny Toy Story-film. Men när Andrew Stanton, Pete Docter, Lee Unkrich och jag kom på den här nya idén, kunde jag inte sluta tänka på det. Det var spännande för mig. Jag visste att vi var tvungna att göra den här filmen." Filmen hade tänkt från början ha premiär 2017 men sköts upp till 2018. Sen sköts den upp igen när den bytte plats med Superhjältarna 2.
Tidigare var det tänkt att filmen skulle handla om Woody och Buzz som ger sig ut på ett äventyr för att hitta Bo Peep som skänkts bort av Andy någon gång mellan Toy Story 2 och Toy Story 3. Efter ett tag, slängde Pixar 3/4 av manuset och skrev om berättelsen till den nuvarande handlingen. Don Rickles, rösten till Mr Potatohead, gick bort i april 2017. Istället för att hitta en ny röst åt honom, gjorde de på samma sätt som Doc i Bilar 3, där hans röstskådespelare, Paul Newman, gick bort två år efter den första Bilar, genom att använda oanvända dialoger och ljud från det tidigare filmerna. Guy de la Berg som gjorde den svenska rösten åt Slinky gick bort 2014 och ersattes av Ole Ornered. Lena Ericsson som gjorde den svenska rösten till Bo Peep medverkar inte, då hon har avslutat sin karriär som röstskådespelare, rollen som Bo Peep gjordes i stället av Anette Belander.
Teaser-trailern släpptes 12 november 2018, och en ny trailer släpptes dagen efter.

## Framtiden
I maj 2019 berättade Mark Nielsen på Pixar att företaget skulle fokusera på att göra nya filmer och inte uppföljare i framtiden. Även Tom Hanks har sagt att filmen kommer vara ett känslosamt farväl mellans hans och Tim Allens karaktär. Däremot konstaterade Nielsen senare att Pixar alltid ser sina filmer som den första och sista de kommer att göra. Han berättade också att det därför inte är en omöjlighet att det kommer en femte film.
Under året kommer serien Forky Asks a Question att ha premiär på Disney+ och senare under året kommer även en kortfilm som kommer att berätta en historia om vad Bo Peep har gjort under tiden hon varit ifrån Woody och de andra leksakerna.